# Коктогай (Атырауская область)
Коктога́й (каз. Көктоғай, до 2007 года — Зелёное) — село в Индерском районе Атырауской области Казахстана. Административный центр Коктогайского сельского округа. Находится на правом берегу реки Урал, на расстоянии примерно 47 км к юго-юго-западу (SSW) от посёлка Индерборский, административного центра района. Код КАТО — 234043100.

## Население
В 1999 году население села составляло 2378 человек (1245 мужчин и 1133 женщины). По данным переписи 2009 года, в селе проживало 2418 человек (1249 мужчин и 1169 женщин).

## История
Посёлок Зеленовский входил в 3-й Гурьевский военный отдел Уральского казачьего войска.